# Лукани
Лукани, луканці (лат. Lucani) — одне з древньоіталійських самнітських племен. До кінця V століття до н. е. розселилися в південній Італії, давши назву цьому регіону — Луканія. Говорили на мові осксько-умбрської групи.
У 343 до н. е. лукани вели війну проти союзного спартансько-тарентійського війська під орудою Архідама III, який загинув в битві з ними, але 334 до н. е. були розбиті іншим союзником Тарента — епірцями. 200 луканів дезертирували до Олександра Молоського та під його прапорами розбили своїх одноплемінників біля Песту. Трохи пізніше військо нового спартанського царя Клеоніма змусило луканів укласти мир з Тарентом і поставити на чолі свого управління відданих Самнію людей, взамін цього лукани отримали Метапонт.
У 298 до н. е. вимушено перейшли на сторону римлян, але після перемоги в Третій самнітській війні римляни 285 до н. е. розірвали союзний договір з ними — через їх нальоти на ряд грецьких міст, які просили римського патронату. У відповідь лукани, затримавши римських послів, виставили сильне військо й уклали союз з кельтами, етрусками й умбрами. Після перемоги Пірра при Гераклеї лукани разом з самнитами та бруттіями приєдналися до нього, але в 272 до н. е. підкорені римлянами та після цього часто повставали (на стороні Ганнібала в 216-215 до н. е. (коли по Полібію вони могли виставити 30 000 піхотинців і 3 000 вершників), в Союзницькій війні 90/91-88 до н. е.).
Більшу частину армії луканів становила мобільна легкоозброєна піхота, яка звикла діяти в горах і лісах, де зазвичай влаштовувала засідку або блокаду противника у вузькій долині, як у війні з епірцями. По можливості армія оточувала противника, уникаючи прямого зіткнення, і закидала його дротиками, розгромивши таким чином кілька грецьких армій. Бойовим штандартом був бронзовий бик на держаку.